# 7,5 × 55 mm GP11
 (avril 2024).
La munition Gewehrpatronen Ordonnanz 1911 (abrégé GP11) ou Cartouche 11 pour fusil (abrégé Cart. 7,5 mm F) est une cartouche militaire développée uniquement pour l'armée suisse, on ne trouve ce type de calibre qu'en Suisse. Déclarée d'ordonnance en 1911 et introduite dès 1912 avec le fusil suisse d'infanterie 1911 elle sera remplacée par la GP90 avec l'introduction du fusil d'assaut 90. La production militaire de la GP11 cessera en 1994 avec le lot no 349-94, elle reste toutefois produite par plusieurs fabricants au niveau civil. Les cartouches et leurs composants furent produits dans les fabriques de munitions de Thoune, d'Altdorf et de Dornach. La fabrique fédérale de munitions fut construite à Thoune en 1861 et agrandie en 1867 sous la dénomination « Eidgenossisches Feuerwerker-Laboratorium » et transformé en 1874 en « Eidgenössische Munitions-Fabrik ». La fabrique d'Altdorf ne sera construite qu'en 1938.

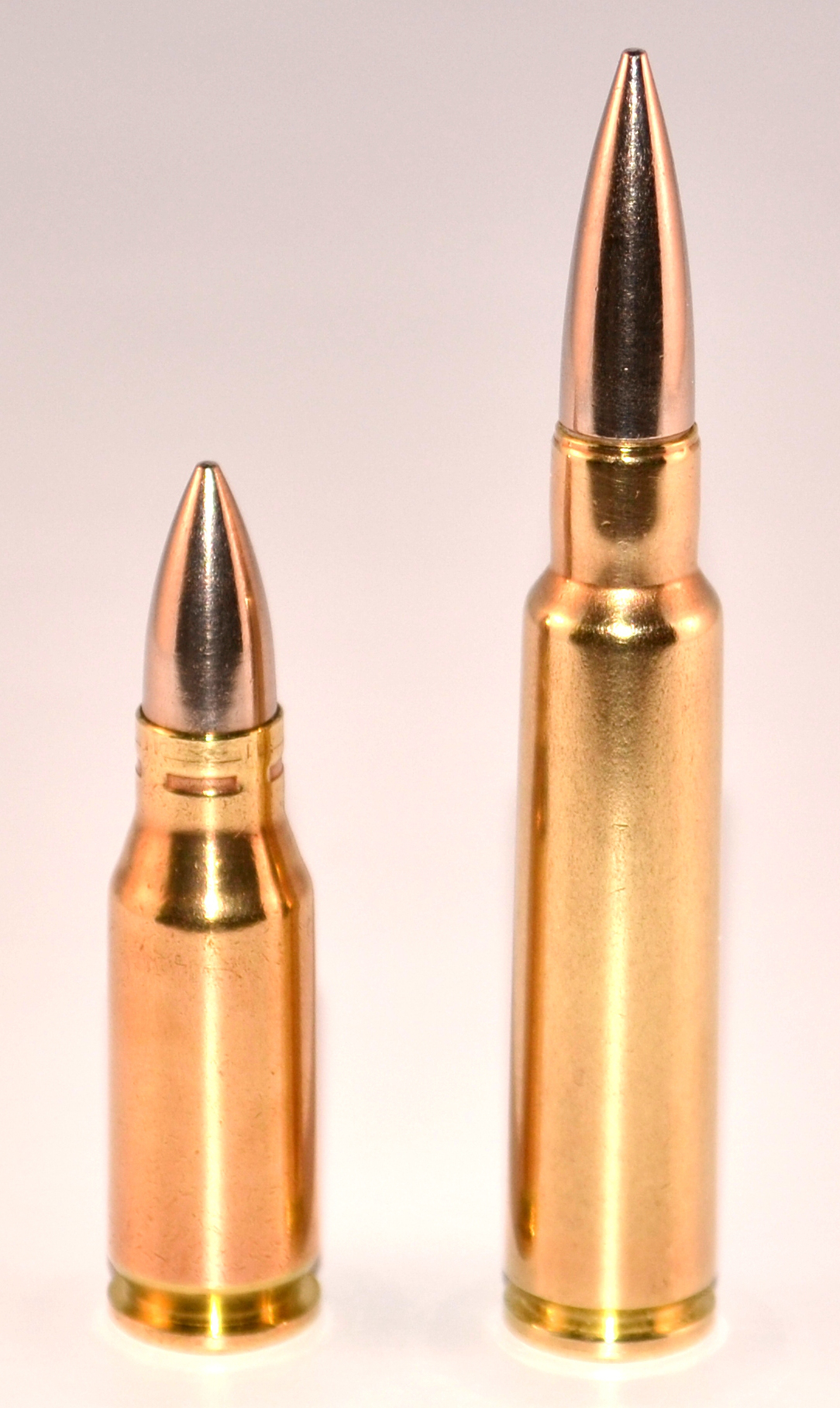
Cartouche GP 47 et GP 11

Une version courte dérivée de la GP11 fut également développée pour le fusil d'assaut 1921 par le colonel Adolf Furrer sous la dénomination GP47 (7,5 × 35 mm.) dont l'étui peut être confondu avec certaines 7,65 × 35 mm. Les performances mitigées à 300 mètres feront que la GP 47 restera au stade expérimental.

## Histoire

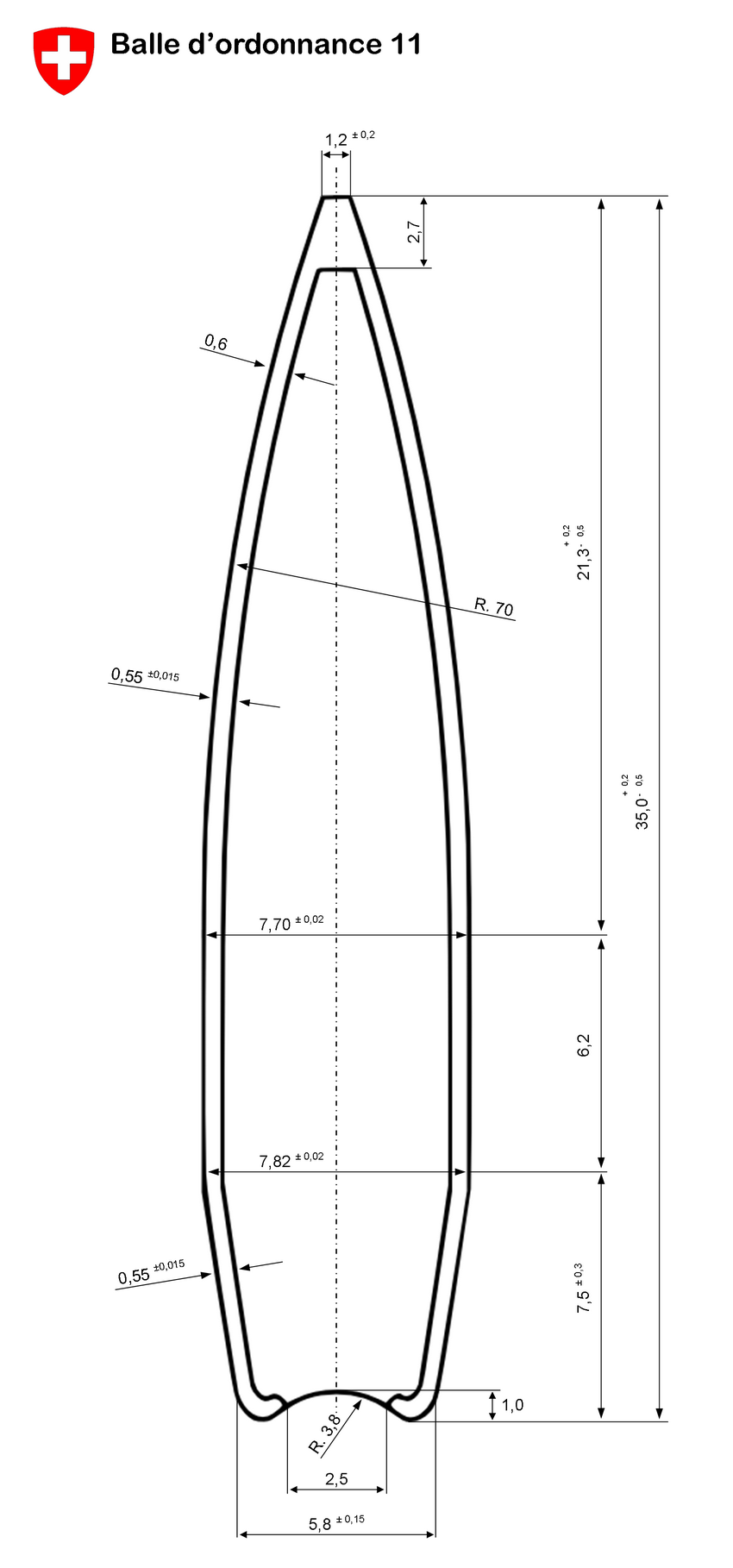
Balle d'ord. 11

### La cartouche de 1908
En 1898, la balle française dite "D" (715 m/s) conçue par le capitaine Desaleux et l'adoption de la balle "S" (875 m/s) par l'Allemagne en 1906, met balistiquement à rude épreuve la 7,5 mm GP90 qui affiche 600 m/s à la bouche du fusil M 1889/96.
La supériorité des munitions étrangères oblige les responsables de l'armée suisse à réagir et charge les techniciens du Département militaire d'effectuer des essais de munitions et de fusils.
En juin 1907, "la Commission du fusil" composée de 18 personnes se saisit du problème et en 1908 obtient la cartouche désirée. Sa balle de forme très semblable au projectile français et sa poudre valant celle de la cartouche allemande, la cartouche suisse combine les avantages de ses concurrentes. À la suite de ses résultats encourageants, le Département militaire alloue un budget d'une somme de 50 000 francs suisses pour poursuivre les recherches.
Des recherches poussées démontrent que la chambre à cartouche du fusil Schmidt-Rubin Modèle 1889 est trop large pour la nouvelle cartouche qui manque de précision à courte distance, il faut donc un nouveau fusil avec un nouveau canon et une nouvelle hausse. La dépense pour la réalisation de ce fusil et de sa munition se monte à 15 710 000 francs suisses.
1 200 fusils 08 et 600 mousquetons 08 seront fabriqués par la Fabrique fédérale d'armes de Berne pour tester cette nouvelle munition. Lors de l'adoption de l'arme de 1911, les fusils furent attribués aux écoles d'armuriers comme arme de manipulation. Lors de l'abandon de cette instruction, les canons semblables au modèle 1911 seront récupérés et les restes de l'arme détruite. Les mousquetons 08 seront eux vendus à des corps de police cantonale et en particulier à celui de Fribourg (Suisse).
Plusieurs fusils apparurent après le fusil Schmidt-Rubin Modèle 1889  et avant le fusil suisse d'infanterie 1911 seront modifiés pour chambrer la GP11, avec le fusil suisse d'infanterie 1911 et le mousqueton 11, ils formeront le système de 1911.
La cartouche GP 11 continua sa carrière après la Première Guerre mondiale. Il n'y a plus dès lors qu'un seul modèle d'arme personnelle pour la troupe, les qualités balistiques étant toujours très bonnes, bien qu'il n'y ait plus que des armes à canon plus court.
De nombreuses modifications seront apportés au fil des années, cannelure, revêtement, sertissage de l'amorce et du projectile, laque et graisse d'étanchéité (pour le stockage dans les forts), composition de l'amorce et de la poudre.
Les armes fondées sur le système de 1911 ainsi que le mousqueton 31 et les mousquetons à lunettes 31/42, 31/43 et Zfk55 utilisent la même cartouche, mais la GP 11 fonctionne également avec des armes collectives. (qui n'appartiennent pas au soldat) comme:
La mitrailleuse 7,5 mm modèle 1911 (mitr 11);
La mitrailleuse légère 7,5 mm modèle 1925 (mitr L 25);
La mitrailleuse d’aviation 7,5 mm modèle 1929 (mitr av 29);
La mitrailleuse de chars 7,5 mm modèle 1931 (mitr chars 31);
La mitrailleuse DCA 7,5 mm modèle 1938 (mitr DCA 38);
La mitrailleuse double DCA 7,5 mm modèle 1938 (mitr double DCA 38);
La mitrailleuse 7,5 mm modèle 1943 (mitr 43);
La mitrailleuse 7,5 mm modèle 1951 (mitr 51).
Enfin, le dernier modèle d'arme personnelle utilisée par l'armée suisse qui exploita la GP11 fut le Fass 57 (Fusil d'assaut 1957 ou SIG-510 comme dénomination civile). Cette arme proche du concept du fusil mitrailleur fut la première arme d'ordonnance de ce type et ne prit sa retraite de la troupe qu'au début du XXIe siècle.
L'arrivée dès 1987 du Fass 90 avec un calibre 5,56 × 45 mm (ou 5,6 mm Suisse) signifia la fin de la carrière militaire de la GP 11 pour les armes d'ordonnance, seul reste à l'heure actuelle la mitrailleuse 51/71.
Née avant la Grande Guerre de la cartouche de 1908, la GP 11 traversa presque le siècle pour son équipement au sein de l'infanterie. Sa fin est due en partie aux constatations tactiques des conflits datant d'après la Seconde Guerre mondiale. En effet, nous pouvons par exemple observer le choix des membres de l'OTAN de s'équiper de la .223 Remington, moins puissante que la Winchester, ou les forces du Pacte de Varsovie dont certaines abandonnèrent la déjà relativement peu puissante 7,62 × 39 mm pour les armes de calibre 5,45 mm. Ces choix sont justifiés par les nouvelles considérations sur le champ de bataille (comme la volonté de ne plus tuer l'adversaire, mais de le blesser, uniquement dans un intérêt tactique), ainsi qu'un maniement plus aisé.
La GP 11 est encore utilisé sur sol suisse pour le tir sportif, en effet, les propriétés balistiques sont encore très appréciées pour sa précision dans les disciplines à 300 mètres. Sa version en balle traçante est toujours utilisée comme munition d'exercice pour le tir d'exercice préparatoire au Panzerfaust 3, avant de passer à la munition UPAT ou, par le passé, dans un tube réducteur pour le canon antichar 9 cm avec la cartouche lumineuse 50 pour tube réducteur du can ach 9 cm (592-5074)
La GP 11 se décline en 40 variantes différentes, tous modèles confondus.
La cartouche GP 11 (cylindro-biogivale) ne doit pas être tirée dans les armes antérieures au système de 1911 comme le fusil Schmidt-Rubin Modèle 1889 qui utilise la cartouche 7,5 mm GP90 (cylindro-hémisphérique). En effet, ces armes risquent de créer un phénomène de surpression.

## Caractéristiques techniques de la cartouche7,5mmpour fusil
- Calibre :  7,5 × 55 mm

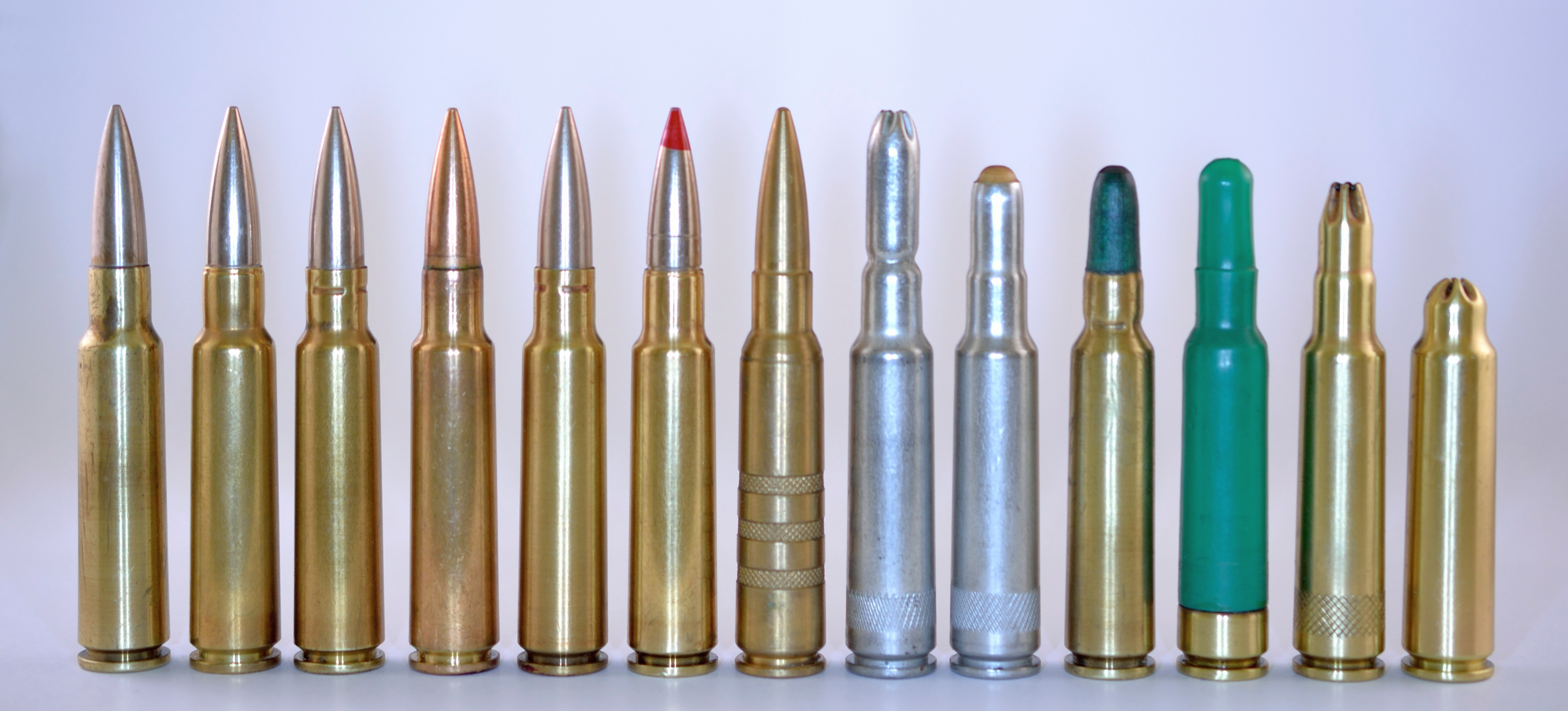
Assortiment de cartouches GP 11

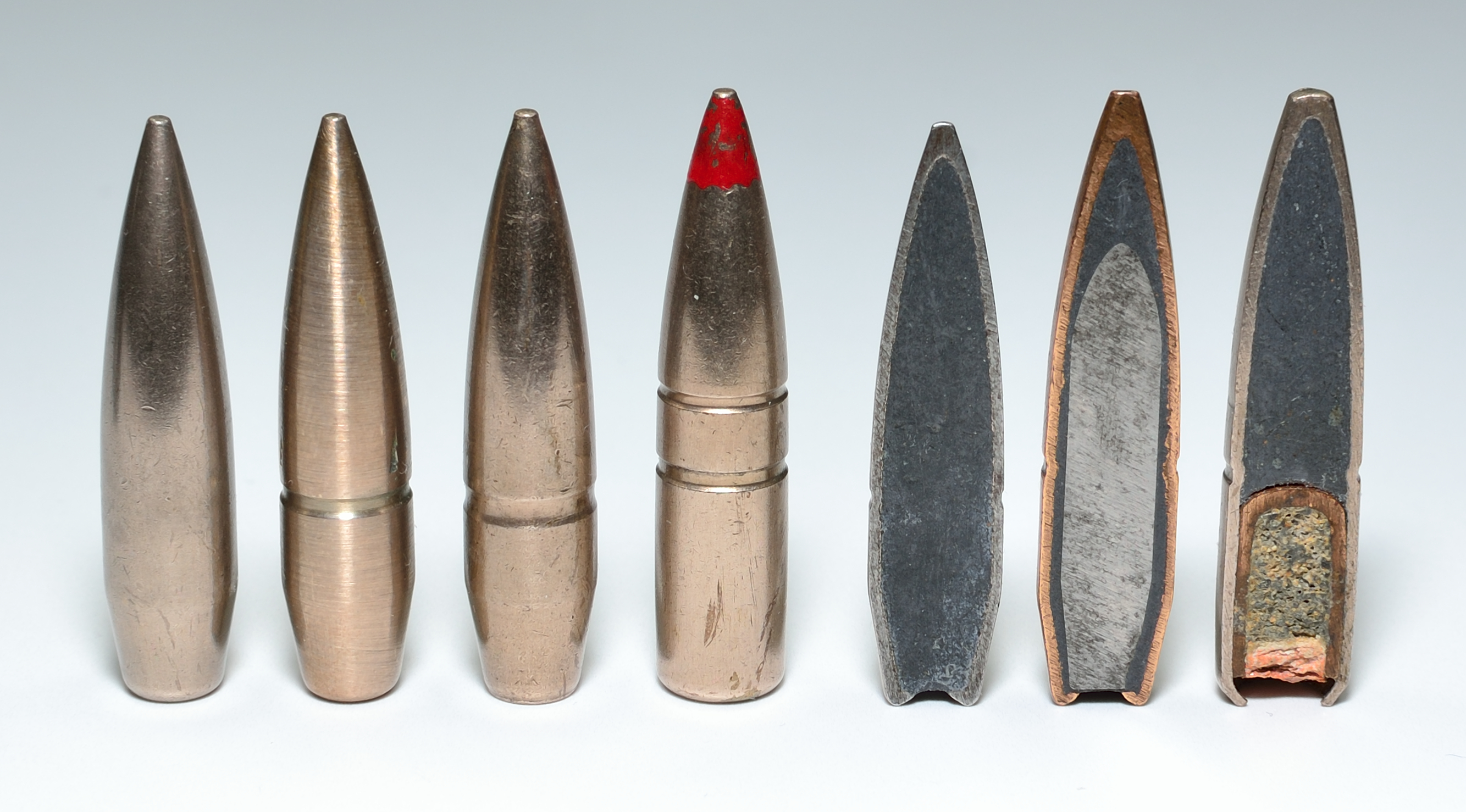
Balle pour fusil ord. 11, balle perforante, balle lumineuse (coupe)

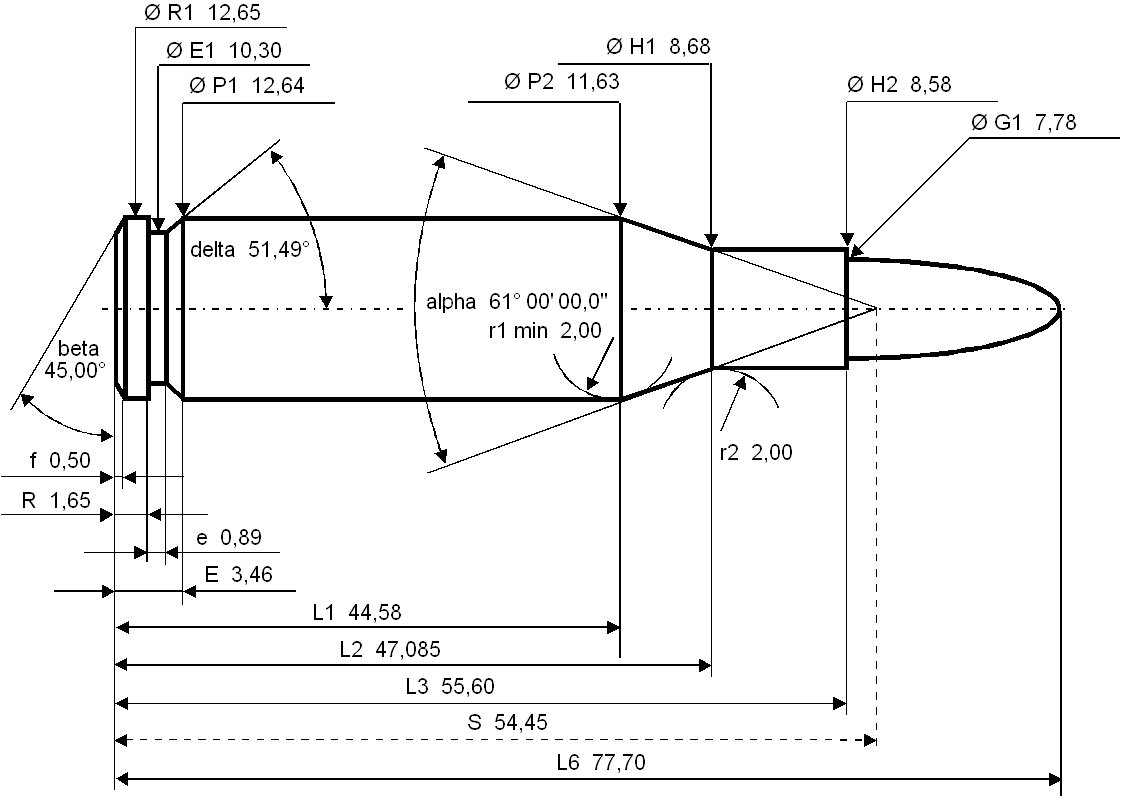
GP 11

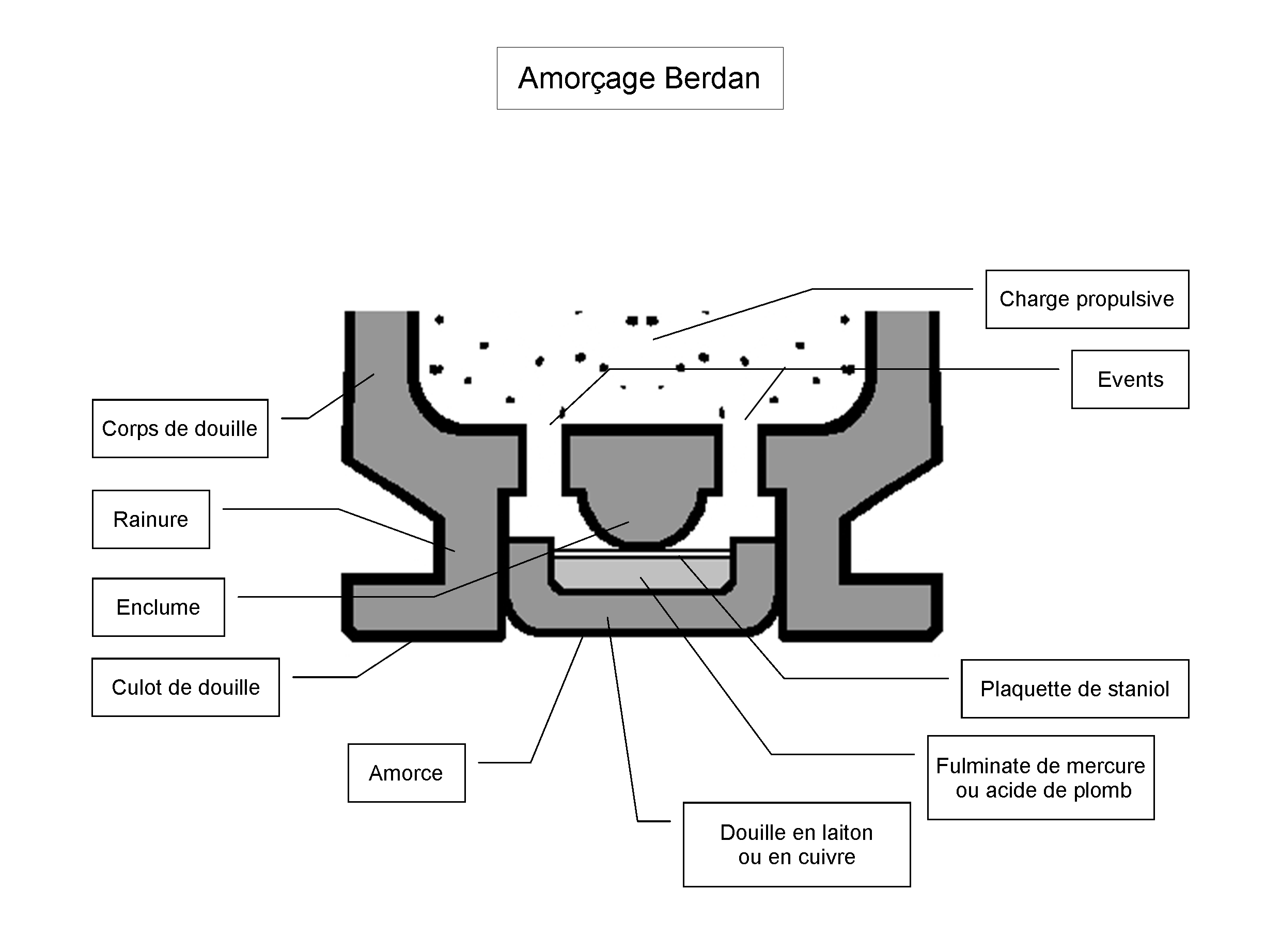
Amorçage Berdan

- Longueur de la cartouche : 77,7 mm.
- Coefficient balistique : 0,514 à V°780 m/s[5]
- Vitesse initiale[6]:
  - 740 m/s pour le fusil mitrailleur 1925
  - 750 m/s pour le Fass 57 et la mitrailleuse 1951
  - 760 m/s pour le Mousqueton 1911
  - 780 m/s pour la Mitrailleuse 1911, le Mousqueton 1931 et le Zfk55
  - 805 m/s pour le Fusil suisse d'infanterie 1911
  - Énergie (fusil d'infanterie : 3680 joules)
- Poids de la balle : 11,36 grammes (178,8 grains).
- Résistance à l'arrachement : 30 kg (1911), 50 kg (1929), 100 kg (1942).
- Poids de la cartouche : 26,76 g.
- Poids de l'étui : 12,3 g.
- Poids de la poudre : 3,2 g.
- Longueur de l'étui : 5,5 cm.
- Amorçage : de type Berdan[7] (0,058 g. de charge) au fulminate de mercure non corrosif et sinoxide dès 1950.
- Composition de la balle : balle cylindro-biogivale en plomb-antimoine chemisée en acier ou en tombac[8], avec plaquage de: cuivre[9], laiton[10], nickel ou cupronickel [11] selon les années de production.
- Composition de l'étui : laiton (72 % de cuivre et 28 % de zinc), soit en aluminium ou en acier[12].
- Matière propulsive : poudre de nitrocellulose (fulmicoton) en feuillettes carrées graphitées avec une teneur d'environ 30 % de nitroglycérine, poudre tubulaires dès le 27.11.1942.
- Température de combustion : 2 500 °C
- Contenu en énergie de la poudre : 800 à 1 000 Kcal/kg.
- Pression maximum à l'intérieur du canon : 3 300 atm[13] et de 3 600 atm à 4 750 atm pour les cartouches d'essai[14]
- Énergie initiale : 3 094 à 3 661 joules selon l'arme.
- Portée pratique : 1 200 m ou selon les zones dangereuses des armes.
- Portée vulnérante : ~4 000 m[15].
- Portée maximale avec une élévation de 37° : 5 000 m pour le mousqueton 1911 et le fusil mitrailleur 1925 :
  - 5 500 m pour le mousqueton 1931.
  - 5 800 m pour le fusil suisse d'infanterie 1911 et la mitrailleuse 1911.
- Auto-allumage : ~170 °C[16]
- Influence de la T° de la poudre sur la vitesse initiale : 8 m/s. chaque 10 °C.

## Marquage

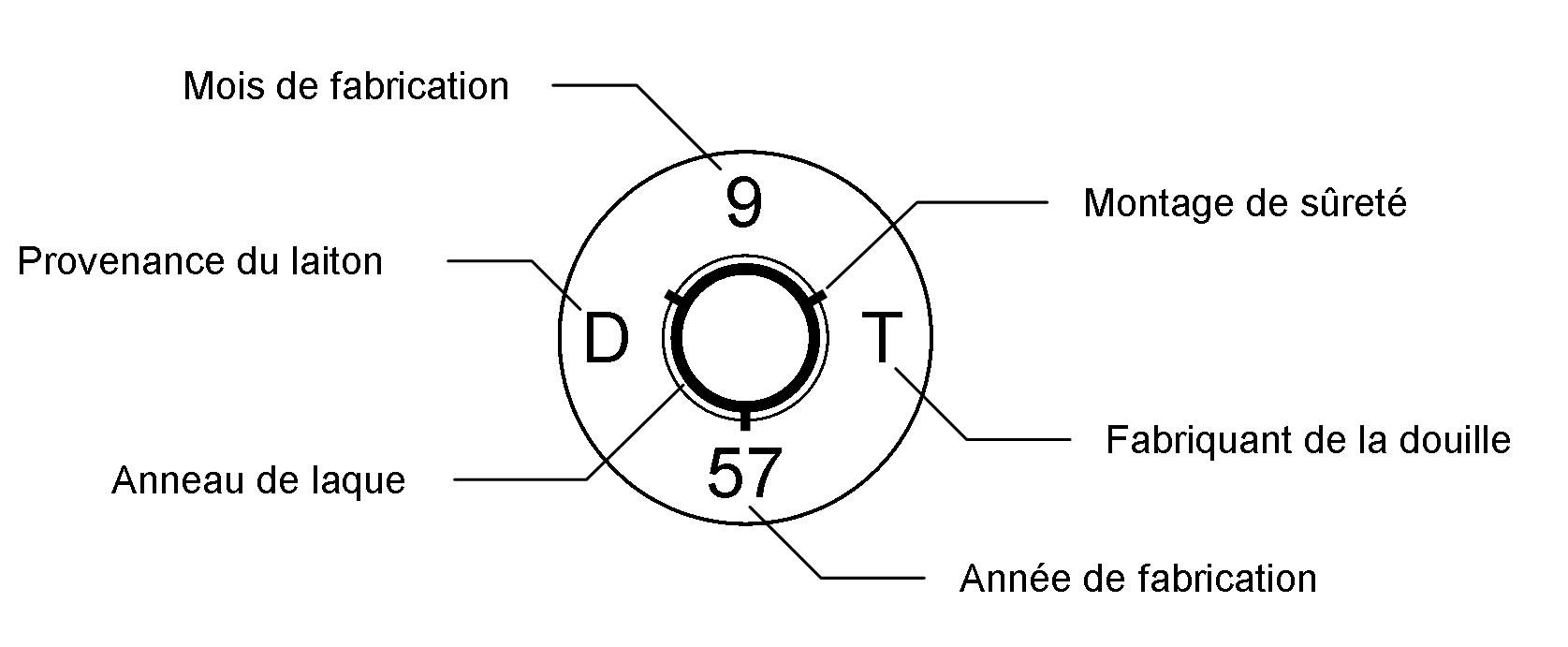
Exemple de marquage du culot d'une cartouche GP11

Les données de fabrication sont frappées sur le culot autour de l'amorce. Les lettres et chiffres isolés signifient : (Altdorf, Thoune, Dornach)
- Lettre de gauche : provenance du matériel de la douille.
- Lettre de droite : initiale de la fabrique de munitions.
- Chiffre supérieur : mois de fabrication.
- Chiffre inférieur : année de fabrication.

Durant la Seconde Guerre mondiale, les difficultés rencontrées dans l'approvisionnement des métaux en Suisse eurent des conséquences sur la fabrication de la GP 11.

La fabrique d'Altdorf, produit de mai 1943 à janvier 1947 des cartouches avec douille en aluminium (Laufen, Chippis) ou en acier, avec des matériaux bruts ou recyclés en provenance des industries et fonderies d'Altena (Westphalie), Klbcknerstahl et Borsig en Allemagne, Fagersta, Uddeholm et Hellefors en Suède ou Gerlafingen et Selve (entreprise métallurgique suisse) à  Thoune ainsi que Plzeň en Tchécoslovaquie.

Ses cartouches font l'objet d'un marquage de lettres additionnelles sur le culot.

## Types de cartouches

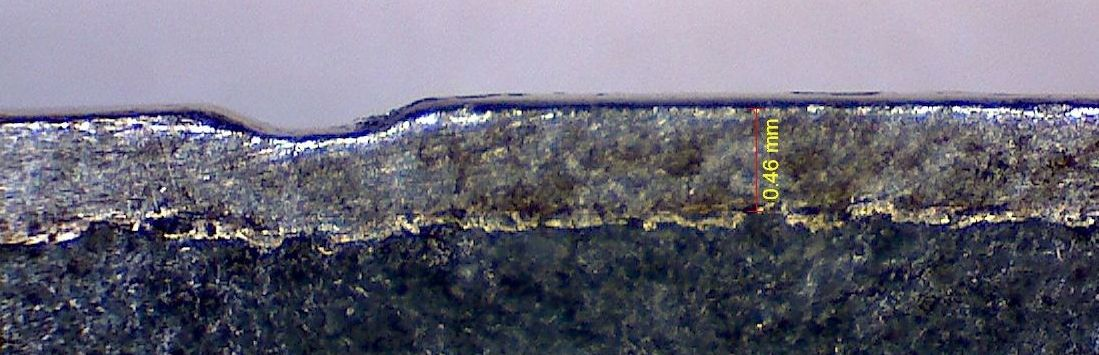
Coupe de la balle d'ordonnance (détail)

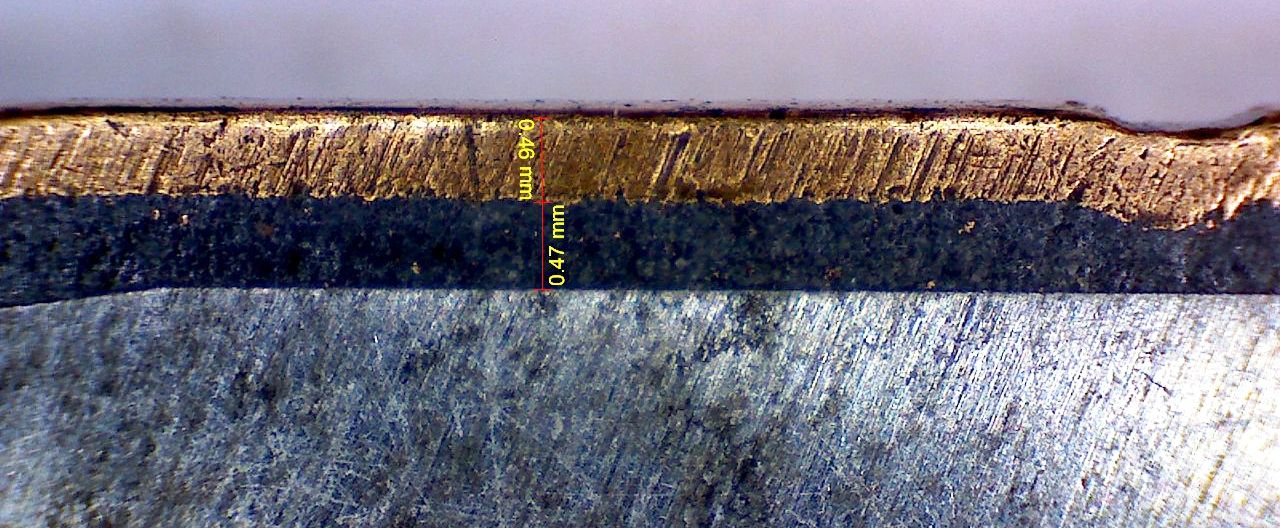
Coupe de la balle perforante, chemise en tombac (détail)

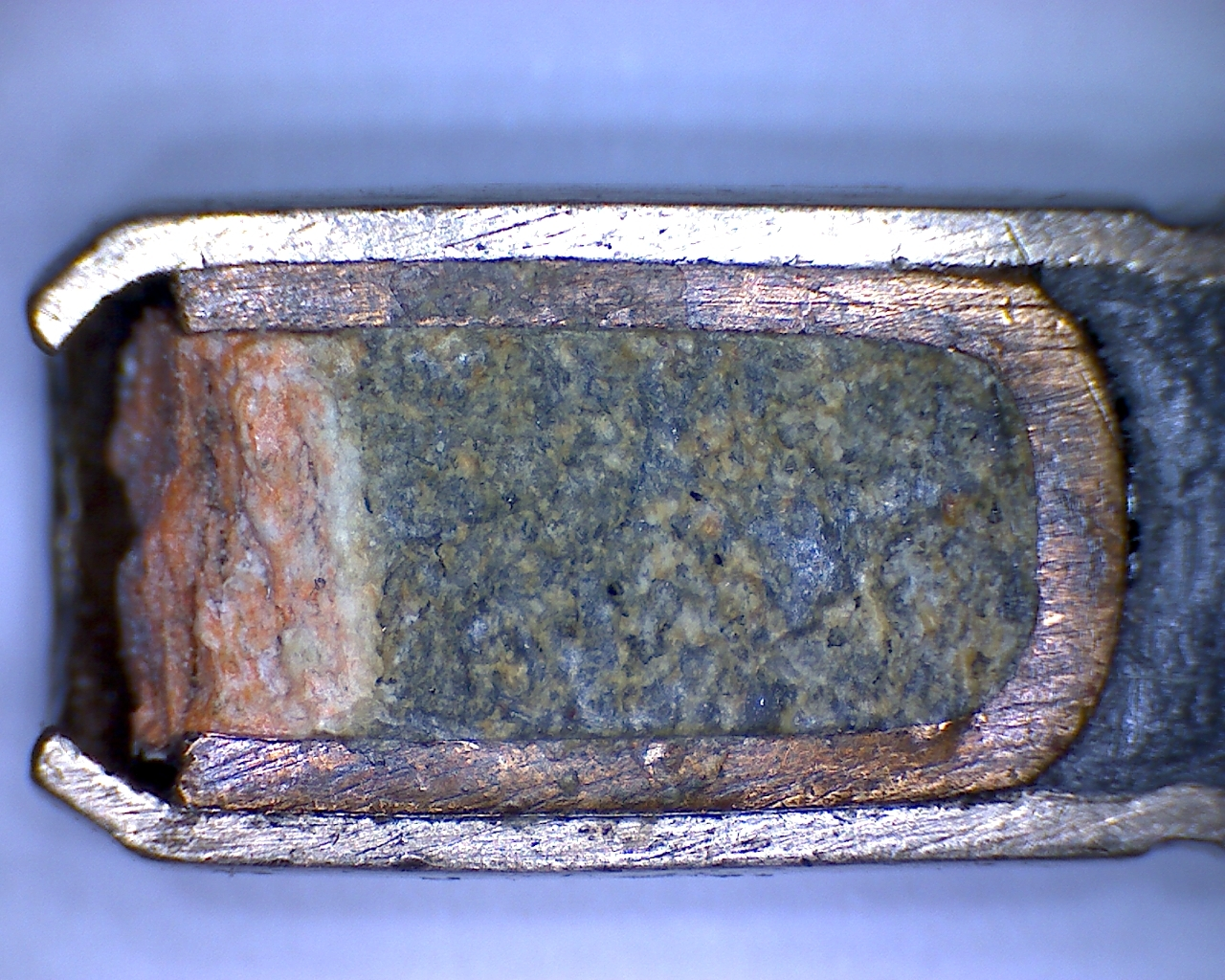
Coupe de la balle lumineuse (détail de la capsule)

Il existe plusieurs types de cartouches, chacune d'elles correspond à une utilisation spécifique et est classée selon le système de la classification et caractéristiques des munitions dans l'armée suisse
Les cartouches à balle
On distingue trois sortes de cartouches à balle:
- La cartouche pour fusil ord. 11.
- La cartouche à balle perforante.
- La cartouche à balle lumineuse.

Les cartouches porteuses d'un projectile spécial ont le culot peint d'une couleur particulière:
- Cartouche à balle perforante: culot violet.
- Cartouche à balle lumineuse pour l'infanterie: culot rouge dès 1925, culot et pointe de l'ogive rouge[17] pour la dernière variante.

Toutes ces munitions à balle peuvent être tirées aussi bien avec le mousqueton et le fusil, qu'avec le fusil-mitrailleur et la mitrailleuse.
La balle perforante
La balle perforante ressemble par sa forme à la balle ordinaire, sa partie cylindrique est cependant un peu plus longue. Un noyau d'acier spécialement durci et entouré de plomb se trouve à l'intérieur du projectile.

La faible épaisseur de plomb enrobant le noyau d'acier ne permettait pas une déformation suffisante de la chemise et entraînait une usure prématurée des champs du canon ainsi que des performances mitigées, aboutirent à son retrait dès 1947.
La balle lumineuse
La matière lumineuse s'enflamme au départ du coup, elle brûle jusqu'à une distance d'environ 800 m. Du fait que la forme du projectile est un peu différente de celle de la balle ordinaire et son poids diminue constamment en raison de la combustion de la matière lumineuse durant le trajet, la trajectoire de la balle lumineuse diffère légèrement de celle de la balle ordinaire. Mais cette différence est si minime qu'il n'est pas nécessaire de la prendre en considération pour les distances de tir inférieures à 1 000 m.
Les cartouches de marquage (à blanc)
La cartouche de marquage est employée pour marquer le feu dans les exercices de combat.

On distingue des cartouches de marquage pour le mousqueton, le Fass 57, le Fm 25 et les mitrailleuses.
Il est interdit de tirer avec le mousqueton les munitions dites "cartouches à blanc pour fusil-mitrailleur" (avec projectile en bois de couleur verte) et "cartouches à blanc pour mitrailleuse".
La cartouche de manipulation
La cartouche de manipulation a une forme semblable à celle de la cartouche à balle, elle ne contient ni charge ni amorce. Elle peut donc être manipulée sans danger.

## Emballages

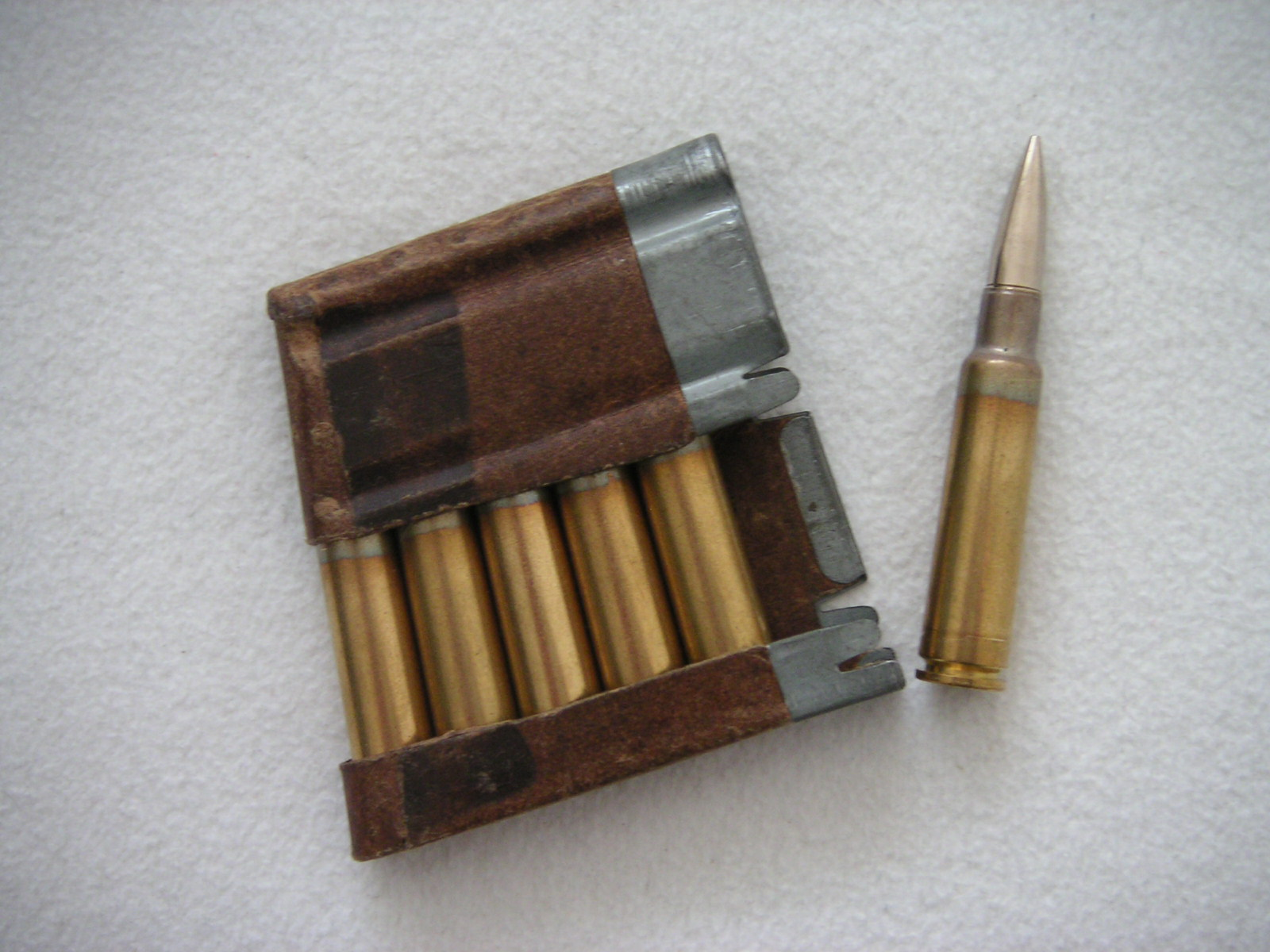
Clip de rechargement (arme) pour 6 cartouches à balles

Les cartouches sont placées par six dans les clips de rechargement.
Chargeur brun pour les cartouches à balles.
Chargeur violet pour les cartouches à balles perforante.
Chargeur blanc pour les cartouches à blanc avec balle en bois.
Chargeur rouge pour les cartouches de manipulation.
Paquet de 10 cartouches sans étiquette (avant étiquette avec une bande diagonale jaune)  pour les cartouches à balle lumineuse.
Les chargeurs sont réunis par 10 en un paquet (60 cartouches) et pèse 1,870 kg.

Dès l'introduction du Fass 57, les chargeurs seront replacés par des emballages en carton de dix cartouches réunis par 6 en un paquet (60 cartouches).

Les paquets sont réunis par 8 dans une boîte (480 cartouches).

## Performances

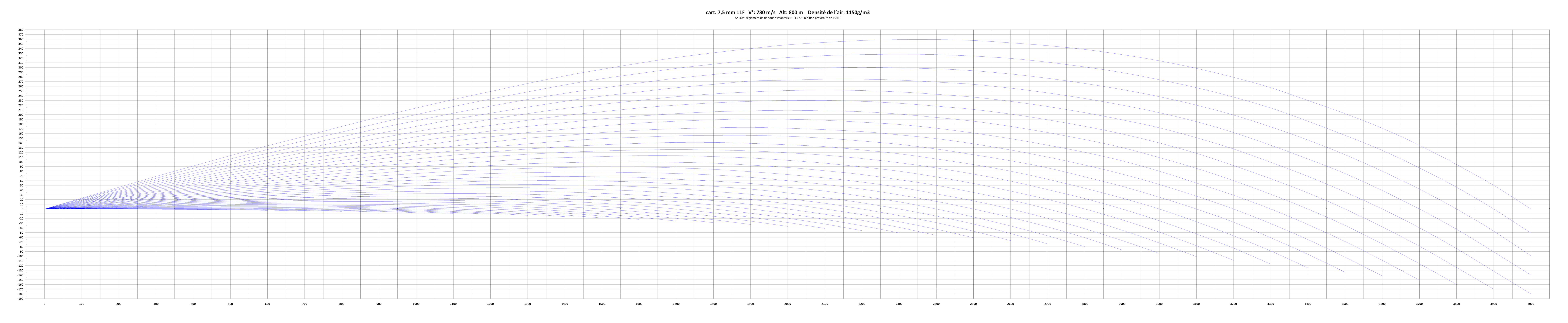
Graphique des ordonnées pour la cartouche 7.5 mm 11F

Le graphique des ordonnées est établi selon les données du règlement de tir pour d'infanterie no 43775 de 1941 et représente la trajectoire moyenne de la GP 11 de 0 à 4 000 mètres pour les mousquetons et la mitrailleuse 1911.
Les tabelles de tir sont calculées pour une densité de l'air de 1 150 g/m, soit une altitude d'environ 800 m, et pour une pression barométrique de 649 mm à la température de +7 °C.
Répartition des pertes d'énergie
45 % en énergie cinétique et température des gaz développés.
22 % pour l'échauffement du canon.
0,15 % pour le travail de recul.
0,1 % pour la rotation.
32 % pour l'énergie a la bouche.
|                          | 5 m | 300 m | 600 m | 1 200 m |
| ------------------------ | --- | ----- | ----- | ------- |
| Bois de sapin (de champ) | 60  | 50    | 40    | 35      |
| Sable                    | 30  | 40    | 40    | 30      |
| Terre labourable         | 60  | 70    | 60    | 50      |
| Neige tassée             | 120 | 130   | 130   | 110     |
| Tôle d'acier Martin      | 1   | 0.5   | s/o   | s/o     |

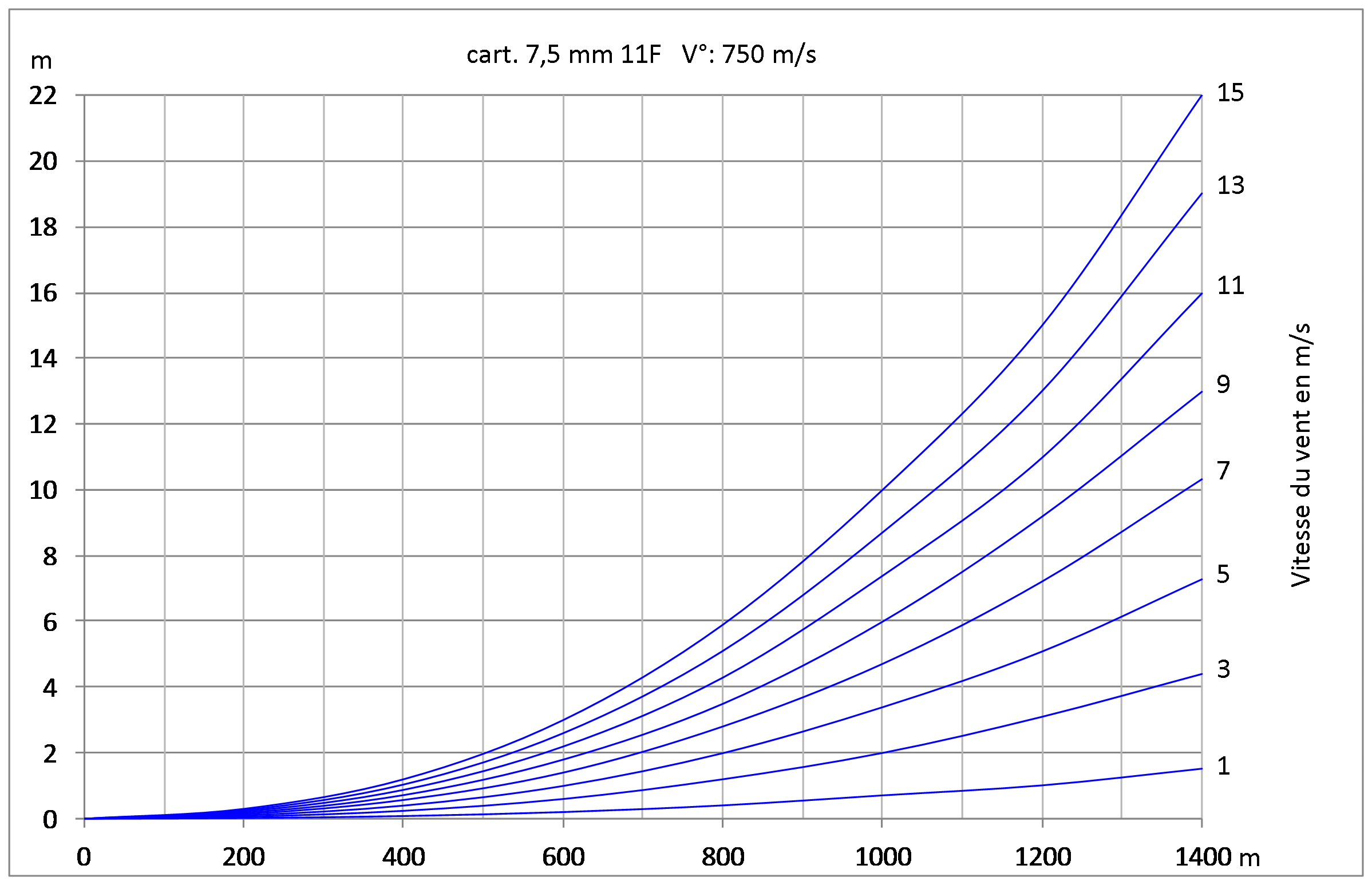
Influence du vent transversal sur la balle d'ord. 7.5 mm 11F

Le tir à très courte distance dans des matériaux tels que le sable ou la terre, entraine une déformation du projectile qui freine rapidement sa pénétration.